# 今上天皇

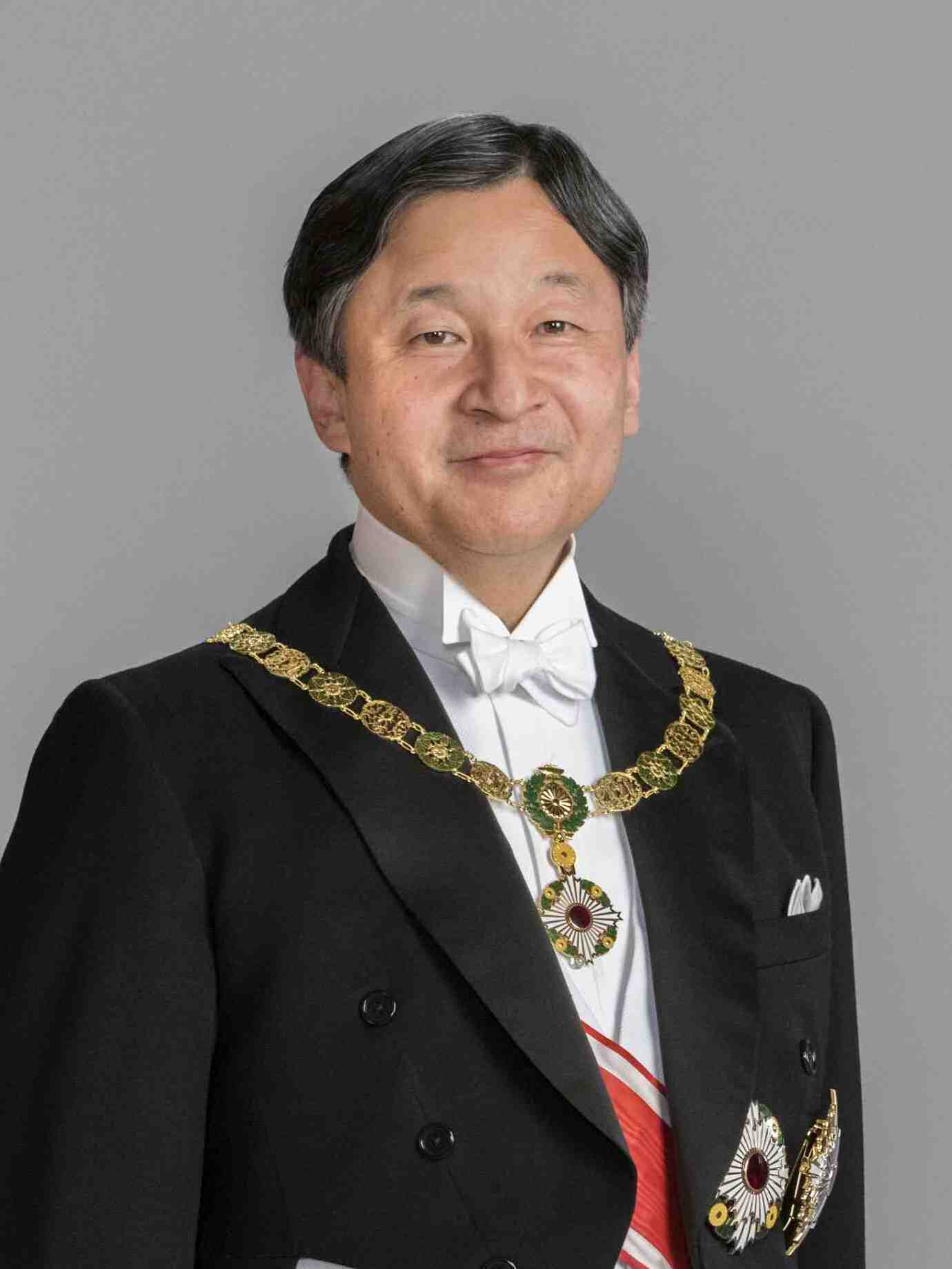
現在の「今上天皇」である徳仁

今上天皇（きんじょうてんのう）は、その時々における在位中の日本の天皇を指す語。
「今」の「上（上様）」の意をもって呼ばれる「今上（きんじょう）」はそれだけでその時代における皇帝や天皇を指す語として成立したが、「天皇」と繋げれば日本独自の名称となる。「陛下（）」と繋げて「今上陛下」と呼ぶ例は、大正時代から確認できる。
「今（現在）」とは、その時間に属する人が基準とする時の一点であり、どの時間に属する人かで「今上天皇」にあたる人物も異なる。存命中から「（個人名）n世」と固有名で呼ばれる諸外国の君主、また教皇との最大の違いである。
令和の時代（2019年5月1日 - ）に「今上天皇」と称される人物は、第126代天皇徳仁（なるひと）。

## 当代の天皇の呼称
日本語では古くは「きんしょう」とも読んだ「今上（きんじょう、こんじょう）」という語は、古代中国の『史記』秦始皇本紀に「今上知天下（...略...）」と記述の見える漢語である。

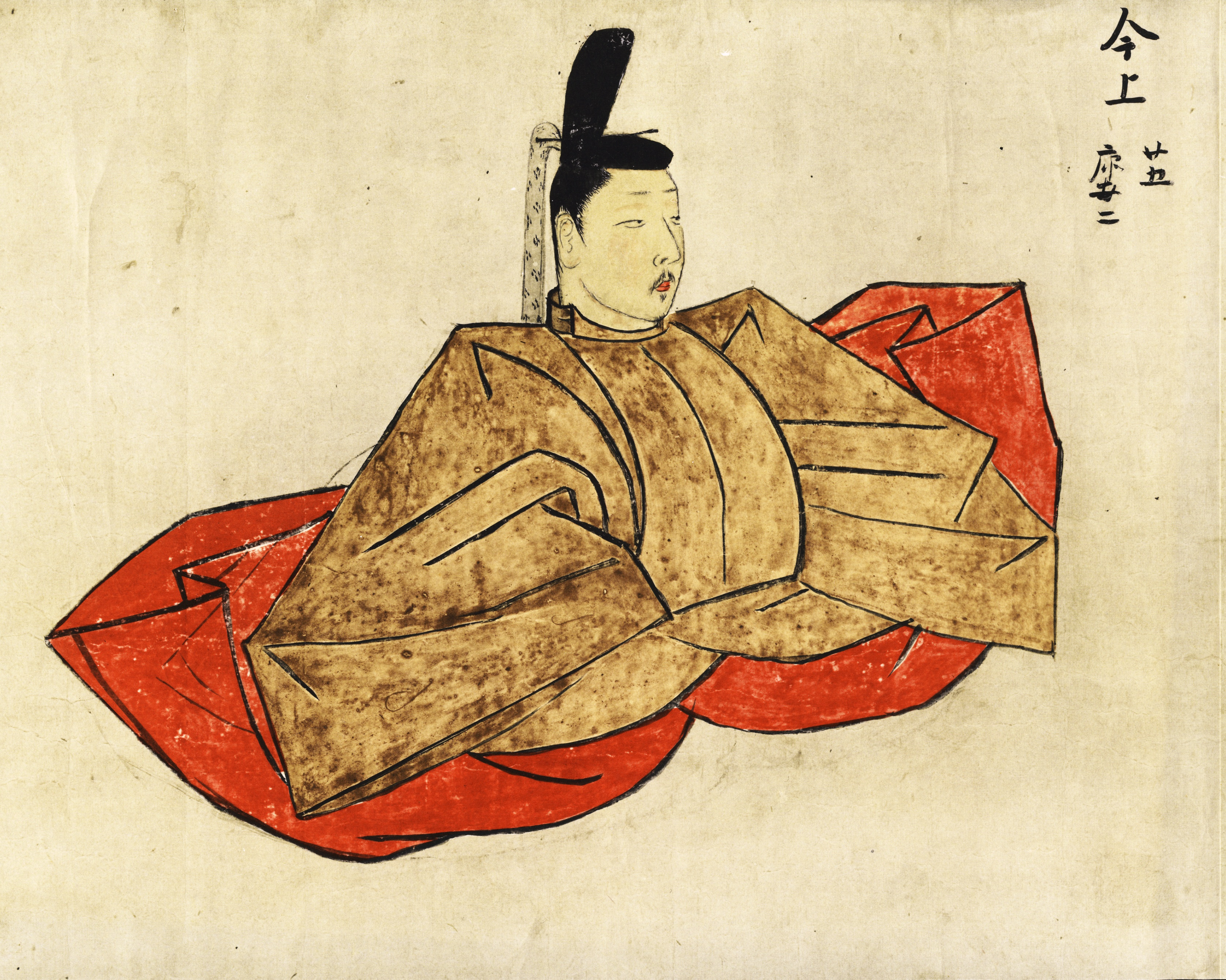
『天子摂関御影』における「今上」の用例／「康安二（康安2年）」と添え書きされたこの肖像は、北朝第4代の、後光厳天皇に比定されている。

また、古代の日本ではこの熟字に大和言葉で「いまのうへ」（現代読みで『いまのうえ』）の読みも当てたともされる。これには、先にあった大和言葉「いまのうへ」に漢字を当てて「今上」という熟字を造ったと唱える研究者があって、しかし今では、漢意（からごころ）を排除しようとする国学の影響による学説と見なされている。
日本語におけるこの語「今上」は、これも日本語の「当今（）」と同義である。また、『晋書』周馥伝に「西剋許聖上渡御后宮」という記述が見られ、天子を敬っていう「聖上（）」は、日本に入っては結果的の同義語となる。中国古典に起源を見いだせず、『続日本紀』神護景雲2年条が初出であると考えられている「主上（）」（古くは『しゅしょう』とも）も、結果的同義語である。
一方、天皇は、文武両方でもって世界や反乱を治める偉業を累ね、死後に贈られる「諡号（おくり名）」であった。また、この制度は、大宝令を初出として公式令や義解に解説された漢土（中国）の制度の全くの摸倣であった。
日本や唐以前の中国では、敬意を示すものについてはっきりした言い方を持たない文化があり、当代の天皇の呼称もあまり発達しなかった。しかし、平成時代において先々代の大正天皇や先代の昭和天皇と並べて表記したい場合に、「今上」もしくは「今上陛下」では言葉のすわりがよくないことと、「今上天皇」と表記すると語感から客観的な表現に感じられるため、中立を求められる表現の中で使用される頻度が高くなってきた。また皇后美智子（現・上皇后美智子）も第125代天皇明仁を「今上陛下（きんじょうへいか）」と公の場では呼んでいた。
ここまで述べてきた「今上」と「天皇」を繋げた「今上天皇」という語は、いつの頃に成立したかはっきりしないが、同じ意味での言い回しということでは、正倉院文書の北倉文書の一つ『東大寺献物帳（とうだいじけんもつちょう）』の天平勝宝8歳6月21日条（西暦換算：ユリウス暦756年7月22日条、先発グレゴリオ暦756年7月26日条）後文（跋文）に見られる「(...略...) 後太上天皇 天皇伝賜今上 今上謹献廬舎那仏」というくだりに初出と思しき例を確認できる。
敬称は、諸外国の国王・女王などと同様に「陛下（へいか）」が使われている（皇室典範で規定）が、今上天皇陛下とは言わず、今上陛下（きんじょうへいか）、天皇陛下（てんのうへいか）もしくは単に陛下（へいか）、聖上（せいじょう）、主上（しゅじょう）と呼ばれる。また、古い表現では帝（みかど）、天子様（てんしさま）、内裏様（だいりさま）、大内様（だいだいさま）、禁中様（きんちゅうさま）、禁裏様（きんりさま）、禁廷様（きんていさま）と呼ばれる。
また、近代史上において治世を築いた歴代3人の天皇である明治天皇、大正天皇、昭和天皇などの呼称は、「一世一元の制」に基づいたうえで、それ自体に敬意が込められた追号であるため、昭和天皇陛下とも言わない（口頭では「昭和の天皇陛下」という言い方をすることがあるが、この場合の昭和は「昭和時代」の意であると解される。ただ、上皇后美智子は平成時代に義父にあたる昭和天皇を「先帝陛下（せんていへいか）」と公の場では呼んでいた他、「○○（元号）の天皇陛下」や明治天皇には「明治大帝陛下（）」や「大帝陛下（）」などの使われ方がある）。
また、昭和天皇の崩御までの昭和期に皇太子（次期皇位継承者・皇位継承順位第1位）であった明仁の天皇即位から昭和天皇の追号が正式に定まるまでの間（なお天皇が崩御した後、追号が贈られるまでは大行天皇の呼称が公式に用いられる）、報道では、「明仁陛下（）」の表現が用いられていた。

## 現代的用法

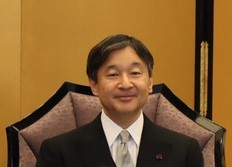
2019年（令和元年）5月1日に即位した今上天皇（徳仁）

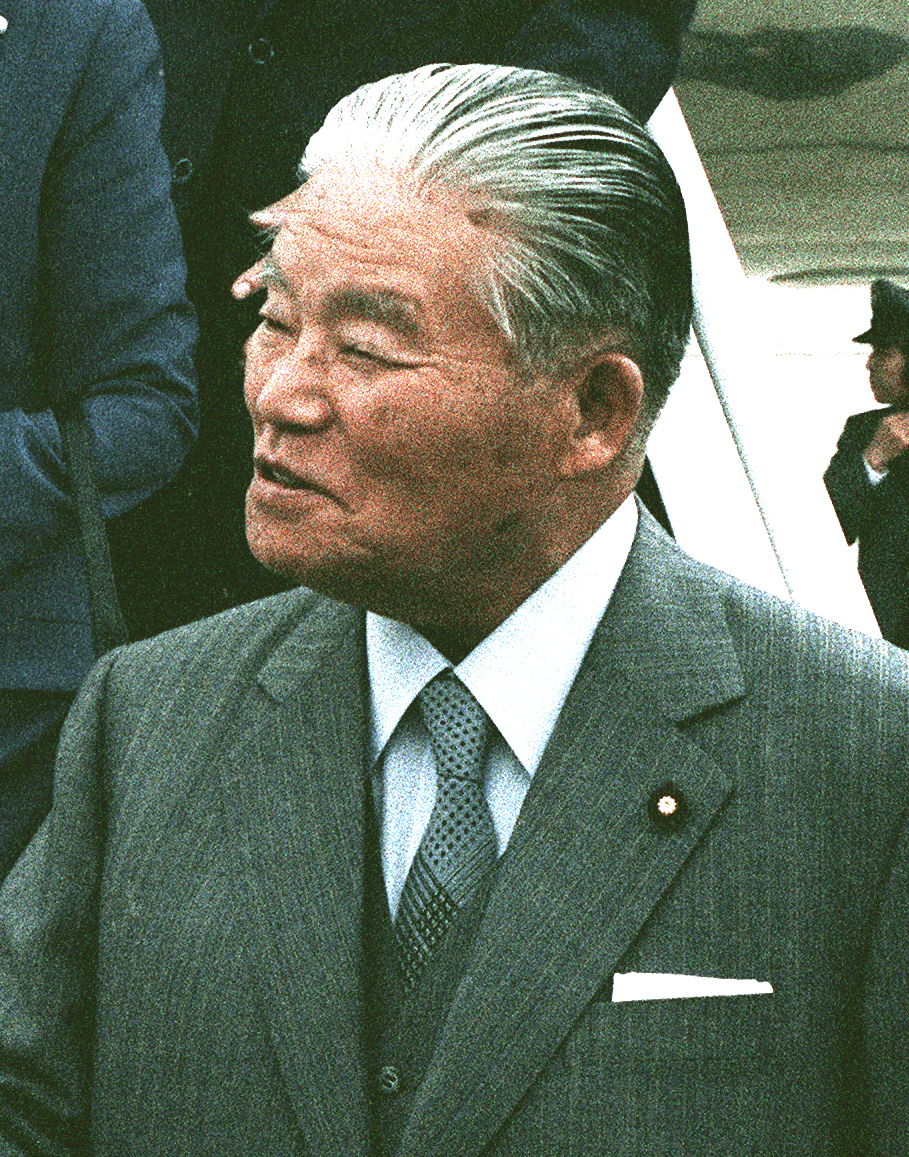
元号法制定時の首相、大平正芳

### 公的用法
政府などの公的機関および主要メディアなどでは、皇室典範に定められる敬称「陛下」を入れて「天皇陛下（）」（略して「陛下」）と呼称するのが一般的である一方、天皇制廃止論を提唱する者や、基本的に敬称を避ける傾向にある学術的な世界に身を置く者などは、単に「天皇（）」と呼称するか、あるいは実名を直接呼ぶのが一般的である。
なお、当代の天皇を特定する場合には、敬語表現である「今上」「当今」とだけ呼称することもある。

### 「元号+天皇」の形式による呼称
一部の出版物などにおける記述などの際に、その天皇の元号を用いた「元号+天皇」の形式による表現が散見され、これに則れば令和時代の天皇である徳仁が令和天皇となる。これは、その時の内閣を総理大臣の姓で固有名詞的に表現するのと同じく、その時の天皇を元号で固有名詞的に表現する様式である。
しかし明治以降、今上天皇や退位した天皇などの存命の天皇を「元号+天皇」の形式で表現することが、諡号を思わせるとして自粛ないし忌諱する場合もある。つまり、明治以降、明治・大正・昭和の三代にわたって一世一元の制に依拠し、元号がそのまま諡号・追号として贈られたことから、平成時代および令和時代の天皇においても同じように追号として元号が贈られると予想した場合、存命の天皇の対して「元号+天皇」と呼ぶことで、崩御した際に贈られると予想される追号で存命の天皇を呼ぶことになるため避けるということである。
ただし追号は、元号法の制定時の大平正芳首相（当時）の国会答弁によれば、あくまで皇室内の儀式として新しい天皇が先帝に贈るものであって、法で定めた元号に縛られることなく、新しい天皇の裁量で決めることができるという。皇室典範などの関連法令にも規定がない。

### 市井の用法

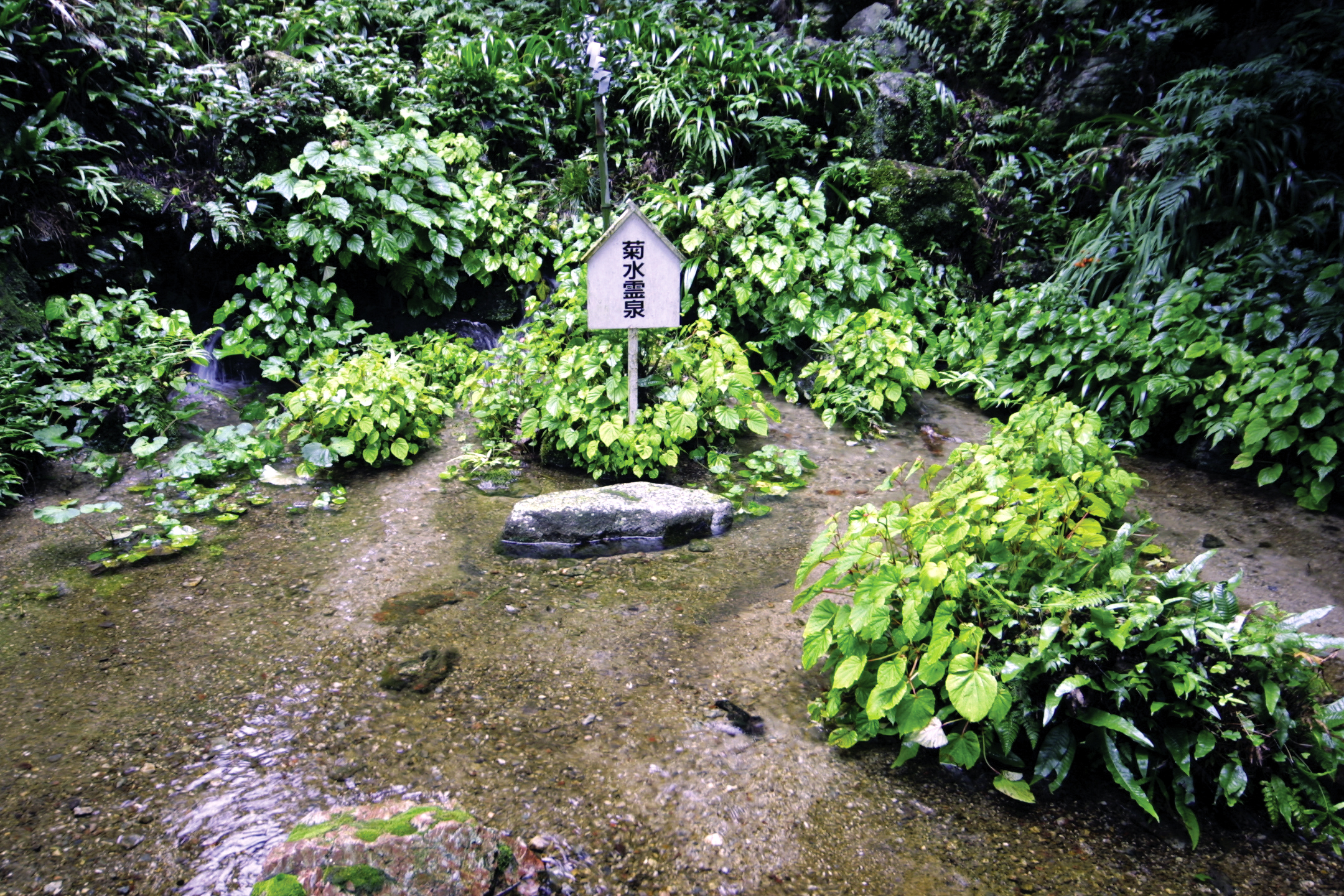
養老神社の祭神でもある元正天皇にゆかりの菊水霊泉は、奈良時代以来、霊泉としても天皇縁由地としても大切にされてきた。

一般人が公でない場で「天皇」と呼称することもあるが、だからといってその人が必ずしも「皇室に批判的である」ということを示すものではない。

#### 天皇さん
また、日本人は、“おらが村”（愛着ある自分達の地域）にゆかりのある遠い昔の天皇の話題に触れる時、敬意にも増して親しみを籠めて「天皇さん」と砕けた呼び方をすることが珍しくない。「○○天皇がお座りになった」とか、「○○天皇にお飲みいただいた湧き水だ」とか、多くの日本人にとってはただそれだけで何百年も守り伝えるに値する天皇縁由地になるし、実際に守り伝えてきた人々にとっては、もうそこまで行けば「天皇さん」は日常に溶け込んだ存在であって、敬意が足りないのとは全く違う話である。中にはゆかりある天皇が祭神になっていることもある。神・仏を「さん」付けで呼ぶことも、広く日本では普通に見られる慣習である。

#### 諱+天皇
「諱+天皇」という呼称は、かつてはあり得なかったが、2010年代以降現在の文献などでは特に珍しい表現ではなくなっている。皇室ジャーナリストもその例に漏れない。「和訳」節で解説する外国語での名称を「諱+天皇」という形で翻訳したことがきっかけとなった可能性がある。

### 和訳
外国語での名称を翻訳した日本語名称としては、例えば英語で "The emperor …" という表現があることを受けて「本名（諱）+天皇」もしくは「天皇+本名（諱）」という表現がある。有名なものを一つ挙げるならばアメリカ映画『ラストエンペラー』がある。英語版での英語話者の台詞として登場する "The emperor Hirohito" は“天皇裕仁”を意味するため、和訳でも係る英語話者の台詞には「裕仁天皇」という表現があえて選択された。この映画が公開された1986年（昭和61年）当時、“天皇裕仁”にあたる人物（崩御後の昭和天皇）は今上天皇であった。

### 呼び捨て
天皇制廃止論者や、観念論的な権威を否認する思想傾向のある者（例えば共和主義者や共産主義者）の中には、個々人で程度の差こそあれ、歴代天皇にも在位中の天皇にも敬意を払うことが無い、もしくは少ない。公的発言となればそれなりの社会的配慮が働いて言動に表さないことも多いが、匿名性の高いコミュニティなどではそうではない場合がある。公的配慮を必要としない場におけるそれらの人々による呼称は、諱（いみな・本名）を使った呼び捨て（例えばヒロヒト等）や三人称が使用されることが多い。また、呼び捨てにする者が必ずしも敵意をもつということはなく、天皇というものを一人の人間の立場や役職と捉えたうえで必要以上の礼を尽くさないという立場がある。